# Bezons
Bezons és un municipi francès, situat al departament de Val-d'Oise i a la regió de l'Illa de França. L'any 1999 tenia 26.263 habitants.
Forma part del cantó d'Argenteuil-3, del districte d'Argenteuil i de la Comunitat d'aglomeració Saint Germain Boucles de Seine.
Situada al nord-oest de París, és una ciutat industrial i residencial amb indústria mecànica, química i alimentària.